# 火尾太阳鸟
火尾太阳鸟（学名：Aethopyga ignicauda）为太阳鸟科太阳鸟属的鸟类。分布于印度至缅甸以及中国大陆的西藏、云南等地，主要生活于海拔2000-3000米间的山地、沟谷或村寨附近的次生阔叶林、开花的灌丛中以及有时也见于芭蕉树上。该物种的模式产地在尼泊尔。

## 亚种
- 火尾太阳鸟指名亚种（学名：Aethopyga ignicauda ignicauda）：分布于缅甸以及中国大陆的西藏、云南等地。该物种的模式产地在尼泊尔。[2]